# Notomys aquilo
Notomys aquilo es una especie de roedor de la familia Muridae.

## Distribución geográfica
Se encuentra en la costa norte de Australia, de la Tierra de Arnhem a la península de Cobourg.